# Cyperus virens

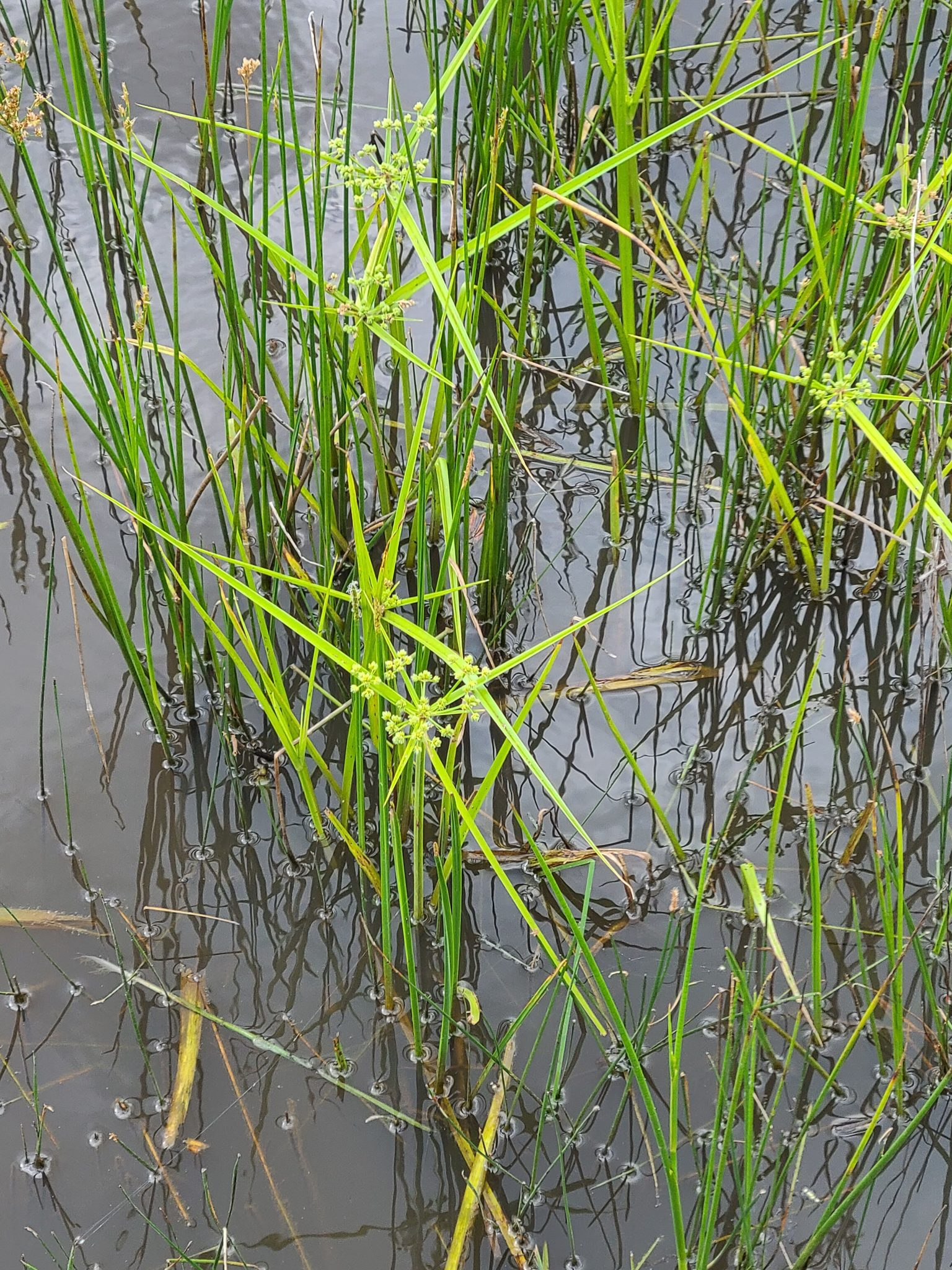
Cyperus virens

Cyperus virens es una especie de planta del género Cyperus. 

## Descripción
Son plantas perennes, cespitosas, con rizomas cortos y oblicuos, de 2–5 mm de grueso; culmos agudamente triquetros, alcanzando un tamaño de 20–120 cm de alto, los ángulos ásperamente escabrosos. Hojas con láminas en forma de V, 20–80 cm de largo. Brácteas de la inflorescencia 4–11, horizontales a ligeramente ascendentes, hasta 50 cm de largo, rayos 6–12, hasta 14 cm de largo, capítulos digitados, 10–35 mm de ancho; espiguillas 10–40 (50), oblongas a linear-lanceoladas, 5–18 mm de largo y 2–3 mm de ancho, cafés, raquilla persistente; escamas 12–40, ampliamente ovoides, 1.5–2.3 (–3) mm de largo y 1–3 mm de ancho, 2-nervias en la parte media, caducas; estambres 1 o 2, anteras 0.8–1 mm de largo; estigmas 3. Fruto trígono, elipsoide, 1–1.5 mm de largo (con rostro apical 0.1–0.5 mm de largo) y 0.3–0.7 mm de ancho, liso, café.

## Distribución y hábitat
Ocasional, se encuentra en suelos alterados muy húmedos, zona norcentral; a una altitud de  500–1400 m; fl y fr todo el año; desde el sur de los Estados Unidos a Argentina.

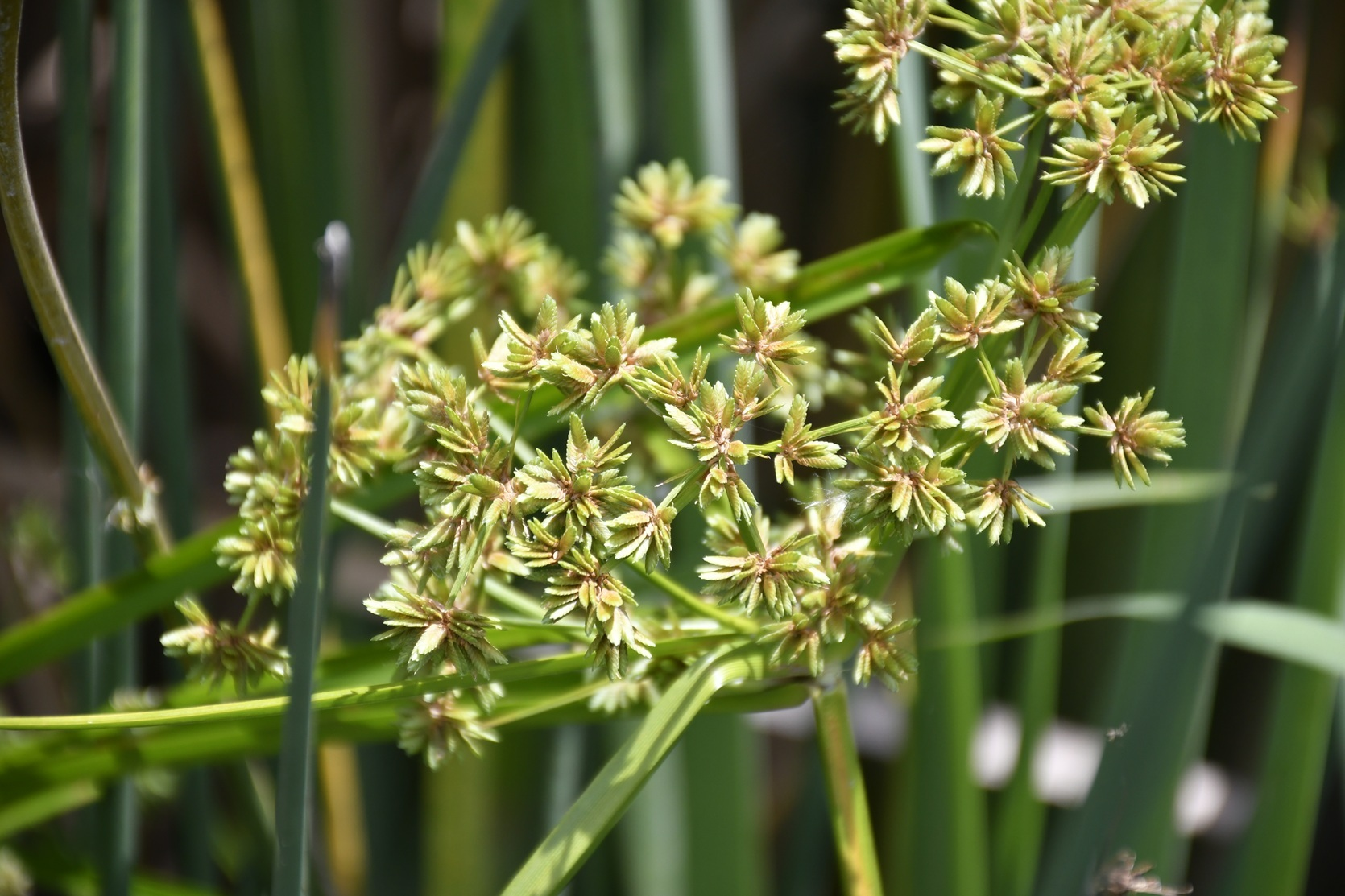
Cyperus virens

## Taxonomía
Cyperus virens fue descrita por André Michaux   y publicado en Flora Boreali-Americana 1: 28. 1803.
Etimología
Cyperus: nombre genérico que deriva del griego y que significa "junco".
virens: epíteto latino que significa "de color verde".
Variedades aceptadas
- Cyperus virens var. minarum (Boeckeler) Denton
- Cyperus virens var. montanus (Boeckeler) Deuton

Sinonimia
- Cyperus acutangulus Boeckeler
- Cyperus baenitzii Boeckeler
- Cyperus consanguineus var. minarum (Boeck.) Denton
- Cyperus formosus Vahl
- Cyperus glomeratus Walter
- Cyperus scaberrimus Boeckeler
- Cyperus surinamensis var. formosus (Vahl) Kük.
- Cyperus vegetus var. acutangulus (Boeckeler) Kuntze
- Scirpus reticulatus Lam.[4][5]